# Aéroport de Qualicum Beach
L'Aéroport de Qualicum Beach est un aéroport situé en Colombie-Britannique, au Canada. Desservi au début du XXIe siècle par la compagnie Integra Air (en) (qui a fait faillite en 2018), il l'est aujourd'hui (août 2019) par Island Express Air (en).